# Port-Louis, Guadeloupe
Port-Louis (franskt uttal: [pɔʁ lwi]
 ( lyssna)) är en kommun i det franska utomeuropeiska departementet Guadeloupe i Västindien. Kommunen ligger i kantonen Petit-Canal som ligger i arrondissementet Pointe-à-Pitre. År 2022 hade Port-Louis 5 591 invånare.

## Befolkningsutveckling
| Befolkningsutvecklingen i Port-Louis 1990–2021 | Befolkningsutvecklingen i Port-Louis 1990–2021 | Befolkningsutvecklingen i Port-Louis 1990–2021 | Befolkningsutvecklingen i Port-Louis 1990–2021 | Befolkningsutvecklingen i Port-Louis 1990–2021 |
| ---------------------------------------------- | ---------------------------------------------- | ---------------------------------------------- | ---------------------------------------------- | ---------------------------------------------- |
|                                                |                                                |                                                |                                                |                                                |
| År                                             |                                                |                                                | Folkmängd                                      |                                                |
| 1990                                           | 1990                                           |                                                | 5 641                                          |                                                |
| 1999                                           | 1999                                           |                                                | 5 580                                          |                                                |
| 2007                                           | 2007                                           |                                                | 5 466                                          |                                                |
| 2015                                           | 2015                                           |                                                | 5 840                                          |                                                |
| 2021                                           | 2021                                           |                                                | 5 576                                          |                                                |